# Naissance en 904
Naissance
- 900
- 901
- 902
- 903
- 904
- 905
- 906
- 907
- 908

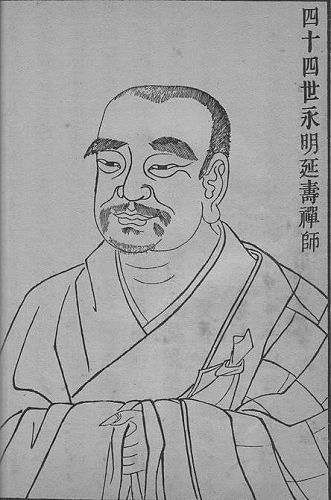
Yongming Yanshou né en 904

Cette page dresse une liste de personnalités nées au cours de  l'année 904 :
- 10 septembre : Guo Wei (en), empereur fondateur des Zhou postérieurs.

- Alérame de Montferrat, marquis de Montferrat
- Yongming Yanshou (en), moine bouddhiste chinois.

## Crédit d'auteurs
- Cet article est partiellement ou en totalité issu de l'article intitulé « 904 » (voir la liste des auteurs).